# България (площад в София)
Вижте пояснителната страница за други значения на България.
„България“ (наричан по-рано и „Баба Неделя“) е парков площад в централната част на София, най-големият площад в града (с площ около 14 хектара).
Ограничен е (от север по часовниковата стрелка) от: булевардите „Витоша“, „Патриарх Евтимий“, „Професор Фритьоф Нансен“, „България“, „Пенчо Славейков“, улиците „Баба Неделя“, „Шандор Петьофи“. Оттатък бул. „Витоша“, на южния край на бул. „Ген. Михаил Скобелев“ е разположен малкият площад „Баба Неделя“ с трамвайната спирка.
По-голямата част от площада се заема от парк, има също и открити пространства. В центъра му е разположена внушителната основна сграда на Националния дворец на културата. Тя разделя площада на северна и южна част, наричани съответно градината пред НДК и градината зад НДК.
В северната част е оформено широко открито пространство пред централния вход на НДК с фонтани и водна каскада, както и с фонтани в пешеходния подлез. Мястото се използва за митинги и други организирани обществени прояви. След каскадата, близо до северния край на площада в периода 1981 – 2017 година е разположен мемориалът „1300 години България“. За него има решение от декември 2014 г. на Столичния общински съвет да бъде преместен, като бъде възстановен Мемориалът на загиналите войници от Първи и Шести пехотни полкове . Комплексът е премахнат през юли 2017 г., като бронзовите пластики са съхранени. Предвижда се възстановяването на мемориала на загиналите от Първи и Шести пехотни полкове през 2018 г. Фигурата на лъва, държащ с лапата си карта на българското землище отпреди Освобождението от османска власт (част от войнишкия мемориал), е върната на старото си място след премахването на „1300 години България“ – в началото на ноември 2017 г. В градината източно от несъществуващия вече „1300 години България“ са изградени: лятна сцена, детска площадка, мемориал на жертвите на комунизма с параклис „Всички български мъченици“, мемориал за Берлинската стена, кафенета.
В южната част също има кафенета, а западно от градината са разположени ресторанти (в ниската част), зала 12 и административна сграда на НДК, известна като Малкото НДК и с предишното си наименование ПРОНО (Проектантски институт на отбраната).
Под площада минава транспортен тунел, свързващ бул. „Ген. Михаил Скобелев“ с булевардите „Васил Левски“ и „Професор Фритьоф Нансен“, както и трасе на Софийското метро. Пешеходни подлези (в центъра и северния край на площада) водят към метростанция НДК и спирката в транспортния тунел. Много известен и посещаван е пешеходният надлез над бул. „България“, наричан Мост на влюбените, който свързва южната част на площада с хотел „Хилтън София“ и Южния парк.